# Classe moyenne supérieure
Pour un article plus général, voir Stratification sociale.
La classe moyenne supérieure est une classe sociale qui regroupe les individus de la classe moyenne dont le niveau de richesse est le plus élevé. Celui-ci est supérieur à celui de la classe moyenne inférieure, mais demeure inférieur à celui de la classe dirigeante,.

## Définition
On y trouve surtout des cadres, des professions libérales, des chefs d'entreprise (dont certains commerçants et des artisans indépendants) et des hauts fonctionnaires, par exemple des fonctionnaires de catégorie A en France.
Depuis les crises économiques des années 1970, la classe moyenne supérieure se distingue de plus en plus de sa fausse jumelle, la classe moyenne inférieure ; la première étant caractérisée par son ascension sociale, l'autre par son déclassement.[réf. nécessaire]
En France, selon une étude du Crédoc de 2015, il s'agissait des personnes qui ont des revenus individuels supérieurs à 26 760 euros par an, soit 2 230 euros par mois ; en 2024, cette estimation va de 2 260 à 3 100 euros nets par mois. Par contre, selon l'étude Pour une révolution fiscale : Un impôt sur le revenu pour le XXIe siècle des économistes Thomas Piketty, Camille Landais et Emmanuel Saez sortie en 2010, les classes moyennes aisées en France regrouperaient tous les individus touchant au moins 6 100 euros bruts mensuels ou disposant d'un patrimoine minimum net de 768 000 euros par adulte, ce qui concerne environ 4,5 millions de personnes.
Les ménages de classe moyenne supérieure, c'est-à-dire les « ménages aisés », en reprenant l'approche du Crédoc et de l'Observatoire des inégalités, « ont des revenus supérieurs au seuil de 80 %, c’est-à-dire le revenu en dessous duquel 80 % de la population française se situe ». Ils gagnent cela dit moins que les ménages dits « riches ». Pour intégrer les classes aisées, il faudrait donc faire partie des 20 % des foyers les plus riches de France. En d'autres termes, il faut pouvoir disposer d'un patrimoine net supérieur à 333 000 euros environ en 2019 (447 500 euros en 2021) ; pour un individu, d'un revenu d'au moins 30 000 euros environ par an, après impôts sur le revenu et impôts locaux ; et pour un couple, d'un revenu de plus de 44 000 euros par an. Avec un enfant de moins de 14 ans, il faut disposer d'un revenu de 53 244 euros par an et jusqu'à 62 000 euros par an pour un couple avec deux enfants.
Par ailleurs, les 10 % des ménages les plus riches (ou le 10e décile) ont un patrimoine net supérieur à 534 800 euros (supérieur à 716 300 euros en 2021,), et concentraient près de la moitié du patrimoine brut total en 2015 (également en 2018). De plus, leurs revenus par unité de consommation sont supérieurs à 37 510 euros par an (soit 3 126 euros par mois) pour un célibataire et à 78 771 euros par an (soit 6 564 euros par mois) pour un couple avec deux enfants de moins de 14 ans.
En excluant les 5 % de la population la plus riche, soit pour une personne seule des revenus supérieurs à 47 000 euros, après impôts sur le revenu et impôts locaux, et supérieurs à 98 500 euros pour un couple avec deux enfants (supérieurs à 115 800 euros en 2021), ce serait d'un point de vue statistique entre ces deux bornes (c'est-à-dire entre les 80 % les moins riches et les 5 % les plus riches) que se situerait la classe moyenne supérieure.
Les « 1 % » de la population ont un revenu mensuel minimum en 2018 — avant impôt et prestations sociales — de 8 850 euros pour une personne seule et 18 590 euros pour un couple avec deux enfants de moins de 14 ans, disposent d'un patrimoine minimum net — une fois l'endettement déduit — de 2,5 millions d'euros,.

## Individus aisés et «pouvoir de l'opinion»
Selon l'économiste et sociologue américain Richard V. Reeves, les classes moyennes supérieures aux États-Unis possèdent un poids politique particulièrement élevé ; leur taux de participation électorale atteint 80 % et, surtout, elles détiennent le « pouvoir de l'opinion ». La plupart des positions-clés, aussi bien aux États-Unis qu'en France, dans les milieux qui orientent la vie publique sont occupées par des membres de cette classe : dans les médias, les instituts de sondage, dans la publicité, dans les sciences ou à l'université. Selon Reeves, elles influent en faveur d'une économie mondialisée, de l'immigration et du libre-échange, étant selon lui elles-mêmes à l'abri de la concurrence sur le marché du travail.